# فرودگاه برمودا دونز
فرودگاه برمودا دونز (به انگلیسی: Bermuda Dunes Airport) یک فرودگاه با کد یاتا UDD است که یک باند فرود آسفالت دارد و طول باند آن ۱۵۲۵ متر است. این فرودگاه در کشور ایالات متحده آمریکا قرار دارد و در ارتفاع ۲۲٫۳ متری از سطح دریا واقع شده‌است.